# Президент Гаяни
Президент Кооперативної Республіки Гаяна (англ. President of the Cooperative Republic of Guyana) — глава держави і уряду Гаяни, відповідно до Конституції держави, він також обіймає посаду головнокомандувача силами оборони.

## Вибори
Відповідно до статті 91 Конституції, президент обирається народом на основі голосів, поданих на парламентських виборах (тобто шляхом подвійного одночасного голосування). Кожен список партій, що беруть участь у виборах, у день висування кандидатів призначає члена свого списку кандидатом у Президенти від цієї партії. Кандидат у президенти, список кандидатів від партії якого отримав найбільшу кількість голосів, вважається обраним президентом і обіймає посаду протягом строку повноважень парламенту, який на практиці становить п'ять років.
Якщо два або більше кандидатів, за яких було подано більше голосів, ніж за будь-якого іншого кандидата, отримують рівну кількість голосів, то згідно зі статтею 177(3) Конституції, президент визначається шляхом жеребкування в присутності Канцлера судової влади та громадськості. Такий процес жеребкування для визначення президента ніколи не відбувався в історії Гаяни з моменту створення інституту президентства .

## Умови для участі у виборах
Для того, щоб бути обраним президентом, кандидат повинен
- Бути громадянином Гаяни за народженням або за походженням
- Проживати в Гаяні протягом семи років до дати виборів
- Мати право бути обраним членом Національної Асамблеї, тобто бути обраним депутатом:
  - бути громадянином Гаяни віком від 18 років
  - Вміти розмовляти і читати англійською мовою в обсязі, який би дозволив брати активну участь у роботі Національної Асамблеї, якщо тільки цьому не перешкоджає недієздатність. В останньому випадку це положення не застосовується.

Водночас, згідно зі статтею 155(1) Конституції, яка була посилена рішенням Верховного суду Гаяни від 2019 року, особи, які мають громадянство Гаяни та будь-якої іншої країни (подвійне громадянство), не можуть бути членами Національної асамблеї, а отже, не мають права бути президентом.

## Порядок правонаступництва
У разі відкриття вакансії на посаді Президента, стаття 95(1) Конституції передбачає "найгірший сценарій", що враховує кілька рівнів вакансій, і визначає порядок наступництва на посаді Президента:
- Прем'єр-міністр

(або за відсутності Прем'єр-міністра)
- будь-який міністр, який є обраним членом Національних Зборів, як визначено Кабінетом Міністрів

(або якщо немає ні Прем'єр-міністра, ні Кабінету)
- Канцлер судової влади (The Chancellor of the Judiciary)

## Президенти

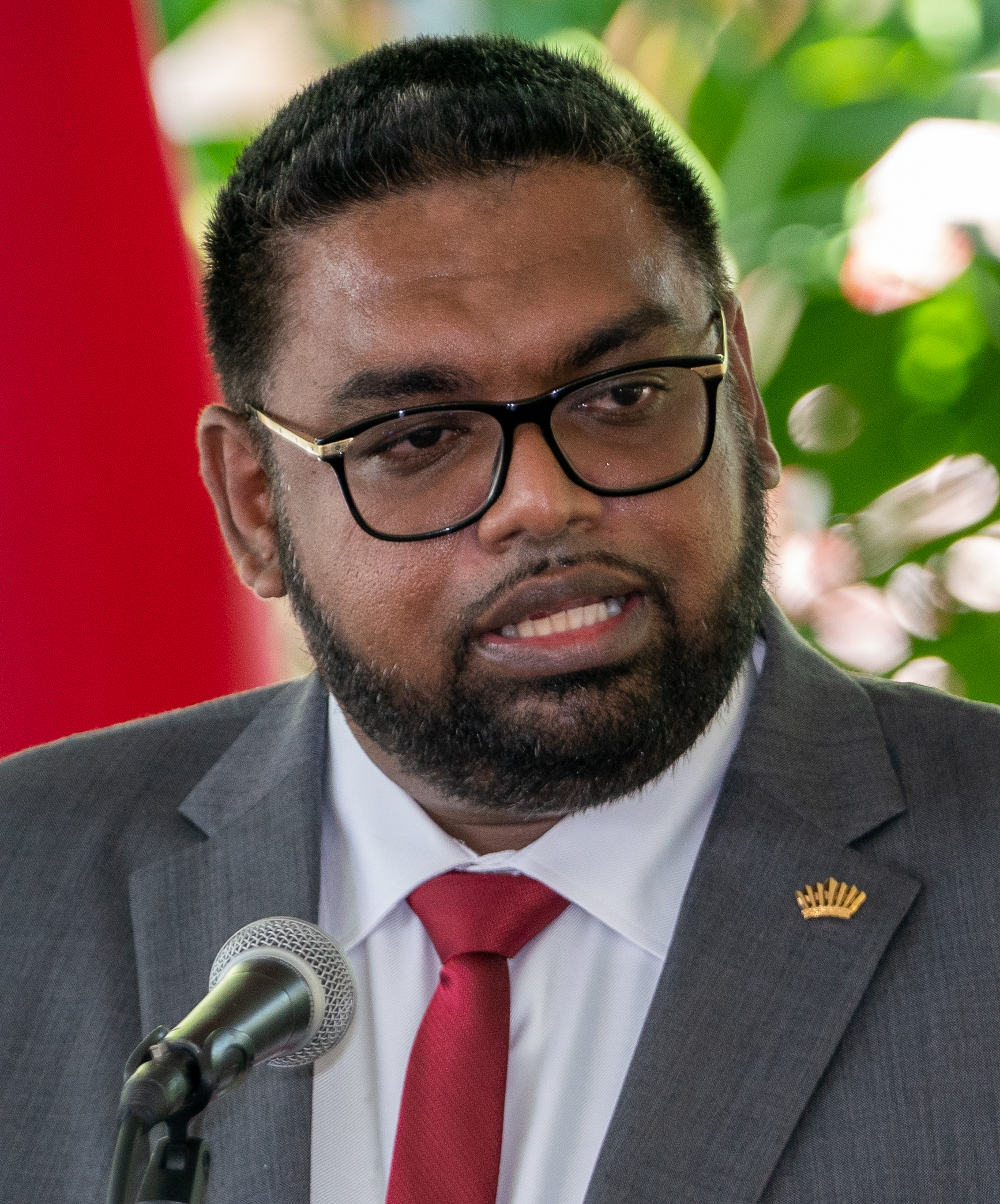
Президент Гаяни (з 2020 року), Ірфаан Алі

| Ім'я            | Роки життя | Початок повноважень | Закінчення повноважень | Партія                        |
| --------------- | ---------- | ------------------- | ---------------------- | ----------------------------- |
| Едвард Лакху    | 1912–1998  | 23 лютого 1970      | 17 березня 1970        | безпартійний                  |
| Артур Чжун      | 1918–2008  | 17 березня 1970     | 6 жовтня 1980          | безпартійний                  |
| Форбс Бернем    | 1923–1985  | 6 жовтня 1980       | 6 серпня 1985          | Народний національний конгрес |
| Дезмонд Хойт    | 1929–2002  | 6 серпня 1985       | 9 жовтня 1992          | Народний національний конгрес |
| Чедді Джаган    | 1918–1997  | 9 жовтня 1992       | 6 березня 1997         | Народна прогресивна партія    |
| Самуель Гайндс  | нар. 1943  | 6 березня 1997      | 11 грудня 1997         | Народна прогресивна партія    |
| Дженет Джаган   | 1920–2009  | 11 грудня 1997      | 11 серпня 1999         | Народна прогресивна партія    |
| Бхаррат Джагдео | нар. 1964  | 11 серпня 1999      | 3 грудня 2011          | Народна прогресивна партія    |
| Дональд Рамотар | нар. 1950  | 3 грудня 2011       | 16 травня 2015         | Народна прогресивна партія    |
| Девід Грейнджер | нар. 1945  | 16 травня 2015      | 2 серпня 2020          | Народний національний конгрес |
| Ірфаан Алі      | нар. 1980  | 2 серпня 2020       |                        | Народна прогресивна партія    |